# Philippe Petit
(P. Petit, Trattato di funambolismo, Ed. Ponte alle Grazie 1999)
Philippe Petit (Nemours, 13 agosto 1949) è un artista francese, noto funambolo, mimo e giocoliere.

## Biografia
Autodidatta del funambolismo, Philippe Petit ha sei anni quando annuncia di voler diventare regista teatrale e impara da solo l'arte dei giochi di prestigio. Studia per dieci anni scultura, scherma, stampa, falegnameria, teatro ed equitazione. A diciassette si destreggia abbastanza bene da divenire presto giocoliere e funambolo autodidatta, già abbastanza abile da sfuggire alla polizia col suo monociclo (nonostante questo, sarà arrestato più di cinquecento volte).
A diciotto anni è già stato espulso da cinque scuole per aver borseggiato gli insegnanti e manipolato carte da gioco, si rifiuta di dare esami e va via di casa diventando artista di strada. S'iscrivono nel suo percorso sporadiche apparizioni all'interno del teatro e nel circo, ma sono soprattutto la strada con “quel che sta sopra”, l'aria e lo spazio tra il suolo e l'etere, a costituire il suo teatro.
Quelli che divengono i suoi speciali spettacoli dell'aria, sono progettati e realizzati come veri e propri colpi cui non segue né precede una conferenza, un manifesto, una qualsiasi sorta di pubblicità o ancor meno ricompensa. Divenuto famoso per le sue traversate clandestine sul cavo a grandi altezze, fanno parte del suo lungo curriculum la traversata che nel 1971 unisce i campanili della cattedrale di Notre-Dame a Parigi, quella di Sydney, che nel 1973 unirà le cime dei piloni nord dell'Harbour Bridge; e ancora la traversata delle cascate del Niagara, del Superdome a New Orleans, delle guglie della cattedrale di Laon e delle Torri Gemelle del World Trade Center di New York, quest'ultima probabilmente la sua impresa più nota e spettacolare.

### La traversata delle Torri Gemelle
Il mattino del 7 agosto 1974 alle 07:15 Petit raggiunge il tetto della Torre Nord del World Trade Center a New York e, aiutato dai suoi complici nell'installazione dell'attrezzatura, si prepara a salire su un cavo di acciaio spesso poco meno di 3 centimetri, sospeso a 417,5 metri dal suolo. La traversata dura 45 minuti, tempo in cui Philippe ripercorre il cavo (42,5 metri) otto volte avanti e indietro, con il solo aiuto di un'asta per l'equilibrio e del tutto privo di sistemi di sicurezza. Durante la performance non manca un saluto alle torri e al pubblico che si è fermato nel frattempo.
Al termine dell'esibizione Petit viene arrestato dalla polizia di New York. Tuttavia, valutata la copertura mediatica dell'impresa, il procuratore distrettuale fa cadere le accuse formali e tramuta la condanna nell'obbligo di esibirsi per i bambini a Central Park. In seguito, l'Autorità portuale di New York e New Jersey gli concede un pass a vita per il punto panoramico delle Twin Towers.

## Opere
- Philippe Petit, Trois coups, Herscher, Paris 1983
- Philippe Petit, Traité du funambulisme, 1985, trad. di Danilo Bramati, Trattato di funambolismo, prefazione di Paul Auster; quarta di copertina di Werner Herzog, Ponte alle Grazie, Firenze 1999 ISBN 9788879284509
- Philippe Petit, To Reach the Clouds, 2002, trad. Toccare le nuvole fra le Twin Towers. I miei ricordi di funambolo, Ponte alle Grazie, Firenze 2003; Tea, Milano 2006 ISBN 9788850211395
- Philippe Petit, L'art du pickpocket. Précis du vol à la tire, Actes Sud, Arlès 2006 ISBN 9782742761067
- Philippe Petit, Credere nel vuoto, introduzione di Michele Serra, Bollati Boringhieri, Torino 2008 ISBN 9788833919324
- Philippe Petit, Cheating the Impossible: Ideas and Recipes from a Rebellious High-Wire Artist, Ted Conferences, New York 2012
- Philippe Petit, Why Knot?: How to Tie more than Sixty Ingenious, Useful, Beautiful, Lifesaving, Magical, Intriguing, and Secure Knots!, Abrams Books, New York 2013
- Philippe Petit, Creativity: The Perfect Crime, trad. di Sabrina Placidi, Creatività. Il crimine perfetto, 2014, Ponte alle Grazie, Torino 2014 ISBN 9788868331726

## Filmografia
- High Wire, regia di Sandi Sissel (1984) - cortometraggio
- Man on Wire - Un uomo tra le Torri, regia di James Marsh (2008) - documentario
- The Walk, regia di Robert Zemeckis (2015)
- Marty Supreme, regia di Josh Safdie (2025)